# New Haven (Missouri)
New Haven – miasto w Stanach Zjednoczonych, w stanie Missouri, w hrabstwie Franklin.